# Walter Centeno
Walter Centeno   (Palmar, 6 d'octubre de 1974) fou un futbolista costa-riqueny de la dècada de 2000.
Fou 137 cops internacional amb la selecció de Costa Rica.
Pel que fa a clubs, destacà a Saprissa i AEK Atenes.
Trajectòria com a entrenador:
- 2015-2016: Puntarenas FC
- 2016-2019: Municipal Grecia
- 2019-?: Saprissa